# Iskenderbek Ajdaralijew
Iskenderbek Ajdaralijew (ur. 1955) – kirgiski polityk, premier Kirgistanu od 28 listopada 2007 do 24 grudnia 2007.
Na stanowisku premiera zastąpił Ałmazbeka Atambajewa, gdy ten podał się do dymisji. Ajdaralijew pełnił urząd tymczasowo, do czasu wyborów parlamentarnych 16 grudnia 2007 i wyłonienia w ich następstwie nowego gabinetu. Wcześniej, Ajdaralijew pełnił funkcję pierwszego wicepremiera w rządzie premiera Atambajewa. Był także gubernatorem obwodu dżalalabadzkiego. Iskenderbek Ajdaralijew jest członkiem Socjaldemokratycznej Partii Kirgistanu. 
24 grudnia 2007, w następstwie wyborów parlamentarnych, na stanowisku premiera zastąpił go Igor Czudinow. Ajdaralijew w rządzie Czudinowa objął stanowisko pierwszego wicepremiera.